# Hansabahn Dortmund HHW 6141
Die Hansabahn ist eine regelspurige, eingleisige Schienenverkehrstrasse in Dortmund, die heutzutage überwiegend bis ausschließlich für Rundfahrten des anliegenden Nahverkehrsmuseums genutzt wird. Sie verband einst den Dortmunder Stadthafen (westlich des Dortmund-Ems-Kanals) ringförmig im Uhrzeigersinn mit dem Dortmunder Hardenberghafen (östlich des Kanals). Sie ist Teil der ehemals umfangreichen Werkbahntrassen der ehemaligen Hoesch AG und trägt daher das Namenskürzel HHW vor der jeweiligen Gleisnummer.

## Verlauf

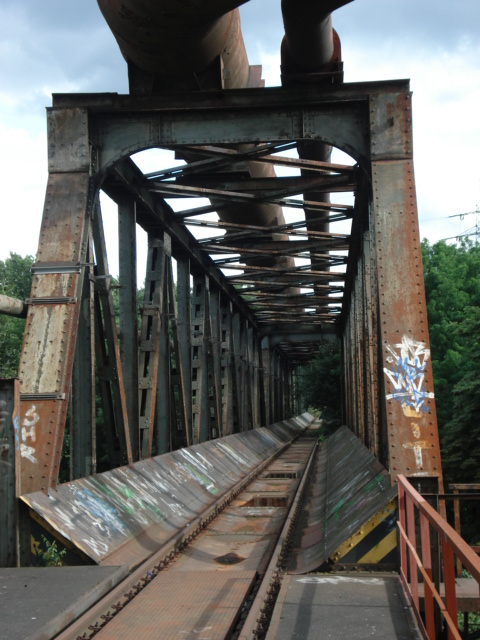
Blick vom Nordkopf des Hansa-Brückenzuges, Huckarde, Hansabahntrasse HHW 6141 km 0,0

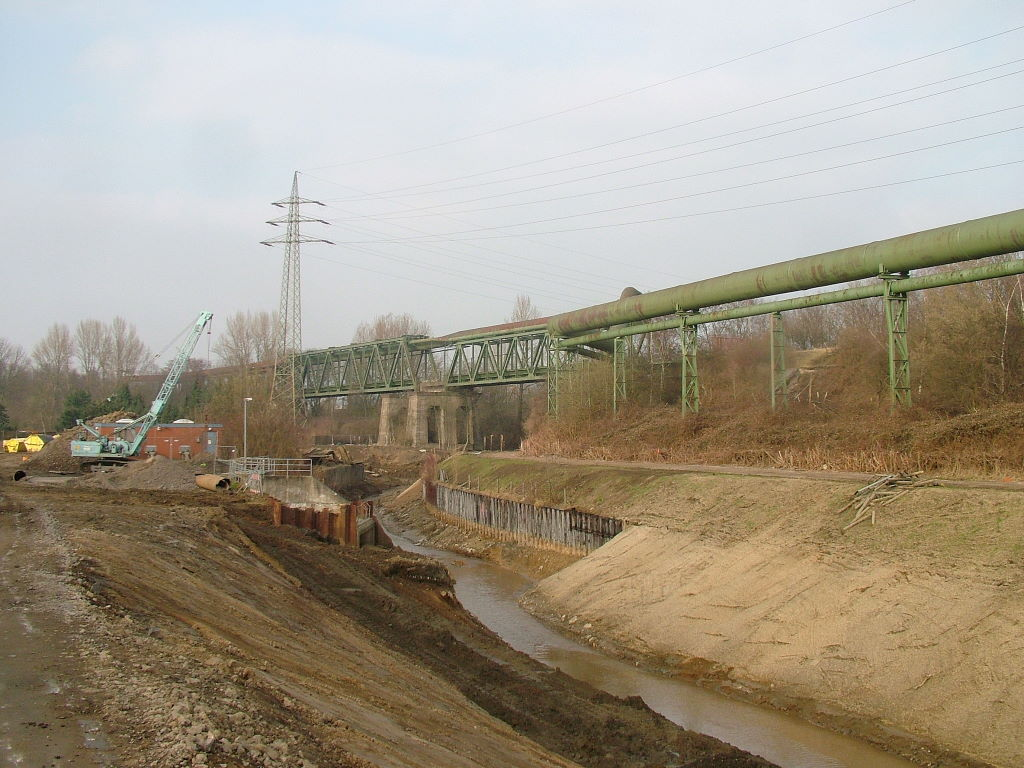
Südseite des Hansa-Brückenzuges, Emscherquerung und Überleitung der Gasleitung in die Brückenkonstruktion

Die Werkbahntrasse zweigt als Gleis HHW 6.5.40 an der Westfaliastraße im Dortmunder Stadthafen vom Durchgangsgleis der Dortmunder Eisenbahn, die von Captrain Deutschland betrieben wird, ab. Sie verläuft in einem Bogen nach Südosten ansteigend in das Gelände des ehemaligen Hoesch-Stahlwerks Union im Dortmunder Westen hinein. Dort wendet sie sich als Gleis HHW 6.5.52 nach Norden und fächert sich in eine große Rangiergruppe auf. Vorbei am ehemaligen HHW-Stellwerk „Union Bezirk 62“ verläuft sie als Gleis HHW 6.2.08 weiter nach Norden unter der Autobahn-Zubringerstraße OW III a hindurch und durchquert das Gelände des kommunalen Verwertungsbetriebs EDG/DOGA. Nun führt sie als Gleis HHW 6.1.41 auf dem Gebiet des Vorortes Huckarde über mehrere Kunstbauten, zunächst eine geschlossene Wannenbrücke über die Franziusstraße, dann den sieben-gliedrigen Hansa-Brückenzug als Stahlträgerkonstruktion der teilweise unter Denkmalschutz stehenden, ehemaligen Dortmunder Ringgasleitung ▼ und danach parallel zur Cöln-Mindener-Bahn östlich an der ehemaligen Zeche Hansa vorbei. Nach einer geschlossenen Wannenbrücke über die Lindbergstraße, an der sich das in den 1990er Jahren abgebrochene HHW-Stellwerk „Union Bezirk 61“ befand, erreicht die Trasse HHW 6.1.41 das Industriedenkmal der ehemaligen Kokerei Hansa (km 1,1). Bei km 1,25 befindet sich die Anschlussweiche 6.1.48 der ehemaligen Kokerei Hansa.
Östlich daran vorbei verläuft sie weiter Richtung Norden und unterquert bei km 2,0 die Güterumgehungsbahn Dortmund zwischen Huckarde und Scharnhorst. Bei km 2,25 wird nun im Stadtbezirk Mengede die Schwachverkehrsstraße „Mooskamp“ an einem unbeschrankten Bahnübergang gekreuzt. Bei km 2,5 befindet sich die Anschlussweiche der ehemaligen Grubenanschlussbahn zur Lokhalle der ehemaligen Kokerei Hansa, die nun zum Nahverkehrsmuseum Dortmund führt. Mit leichtem Anstieg wird nun die ehemalige Hoesch-Deponie „Bodelschwingher Heide“ in einem Rechtsbogen durchlaufen, bevor die Cöln-Mindener-Eisenbahn bei km 2,9 mit einer weiteren Stahlträger-Brücke gekreuzt wird. Nach Osten verlaufend erreicht die Trasse nun bei km 3,8 die Ellinghauser Straße, die ebenfalls bis 2005 mittels einer Brücke gekreuzt wurde. Diese und die nach Osten folgende Notbrücke über die Emscher wurden von der ThyssenKrupp Steel AG (TKS) abgebaut, so dass die Gleise nun westlich der Ellinghauser Straße an einem Prellbock enden. Nach Überquerung der Emscher erreichte die HHW-Werkbahntrasse früher den Landabsatz Ellinghausen, der infolge der Schließung der letzten Dortmunder Kokerei Kaiserstuhl auf der Westfalenhütte zum Jahreswechsel 2001/2002 aufgegeben wurde. Heute befindet sich dort das europaweit größte Logistiklager des schwedischen Möbelhauses IKEA. Infolgedessen fanden auf dieser Fläche starke Veränderungen der Gleisinfrastruktur statt, die den neuen Anforderungen gerecht werden. Die erneut mit Gleisen belegte Trasse verläuft als Anschlussbahn weiter Richtung Osten, überquert den Dortmund-Ems-Kanal und läuft dann in einem Bogen nach Süden in den Dortmunder Hardenberghafen hinein.

## Geschichte
Die Werkbahntrasse der Hoesch-Hütten-Werke (HHW) wurde Mitte der 1920er Jahre als Verbindungsbahn zwischen der neuen zentralen Kokerei Hansa und den genannten Dortmunder Häfen, sowie dem Stahlwerk Union gebaut. Die Gleisverbindung in den Stadthafen diente hauptsächlich dem Transport von Kohle, Koks und Stahl des Stahlwerks Union, der Kokerei und der Zeche Hansa. Seit der Stilllegung der Nachbarzechen in Dortmund-Westhusen und Bodelschwingh in den 1980er Jahren wurde die auf Hansa benötigte Kohle aus den Zechen des umliegenden Reviers aus dem Hardenberghafen über die Werkbahntrasse nach Hansa gebracht. Aufgrund dieser Schüttguttransporte sind sämtliche erhaltenen Brückenbauwerke der HHW-Werkbahntrasse geschlossen oder mit wannenartigen Schutzwänden ausgekleidet.

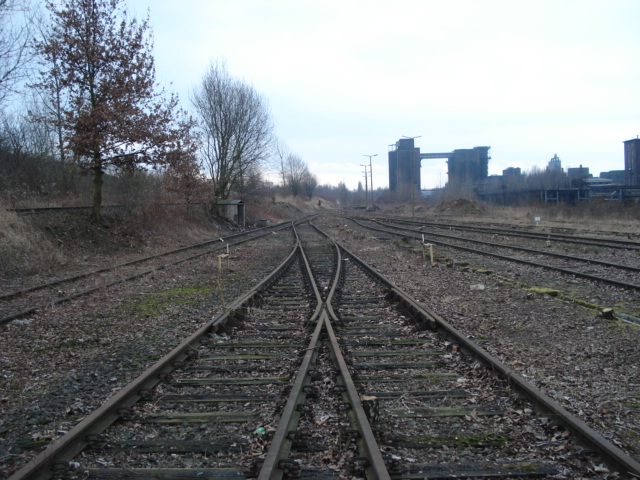
Abstellgruppe Nord der ehemaligen Kokerei Hansa westlich der Hansabahn HHW 6141

In den letzten Jahren bis zur Betriebseinstellung der Kokerei Hansa im Jahre 1992 verliefen die Transporte vom Hardenberghafen über Ellinghausen und die nördliche Grubenanschlussbahn an der Lokhalle Hansa vorbei, so dass das Gleis HHW 6.1.41 zwischen der nördlichen und der südlichen Anschlussweiche bei km 2,5 und 1,25 stillgelegt werden konnte. Da sich die eisenbahnrechtlich erforderlichen Brückenprüfungen an den Bauwerken südlich der Kokerei Hansa, insbesondere am mehrgliedrige Hansa-Brückenzug als sehr kostspielig erwiesen und die Trasse durch die Belieferung von Norden her nutzlos gewordenen war, betrieb die mit der Streckenunterhaltung beauftragte Dortmunder Eisenbahn als Tochterunternehmen der Hoesch Stahl AG im Jahre 1988 auch die Stilllegung des zwischen der EDG/DOGA und der Kokerei Hansa gelegenen Teilstücks der Trasse. Der Hansa-Brückenzug wurde mit massiven Stahlgittern versperrt.
So verblieb als Restverkehr auf dem nördlichen Teilstück nach Schließung der Kokerei Hansa Ende 1992 noch der Kohleverschub zwischen dem Landabsatz auf der Halde in Ellinghausen, dem Hardenberghafen und der letzten Dortmunder Kokerei Kaiserstuhl auf der Westfalenhütte, sowie eine Zubringerfunktion zwischen dem Hardenberghafen und der noch in Betrieb befindlichen Lokinstandsetzung der ehemaligen Kokerei Hansa am Mooskamp. Dort wartete die RAG Bahn und Hafenbetriebe noch bis ins Jahr 2001 hinein Diesellokomotiven für den Einsatz im östlichen Revier. Mit der Stilllegung der RAG-Kokerei Kaiserstuhl Ende 2001 schloss die RAG jedoch sowohl den Landabsatz als auch die Lokwerkstatt am Mooskamp. Damit war die gesamte Trasse nördlich der EDG/DOGA zunächst ohne Verkehr. Der hohe Stahlpreis, sowie letztlich nicht realisierte Planungen der Emscher-Genossenschaft für ein erweitertes Regenrückhaltebecken in Ellinghausen führten 2004 dann dazu, dass TKS zwei Brücken abbaute und so auch die nördliche Verbindung kappte.
Schließlich ging vom Hardenberghafen aus nur das Gleis bis Halde Ellinghausen wegen des neu entstehenden Güterverteilzentrums (GVZ) von IKEA als Anschlussbahn 2005 saniert wieder in Betrieb.

## Derzeitige Situation (Stand: 2022)
Seit der am 17. Dezember 2015 erfolgten Einstellung der Stahlspundbohlenproduktion für den Wasserstraßenbau durch die HSP Hoesch Spundwand und Profil, eine Tochter der Salzgitter AG, hat die Dortmunder Eisenbahn GmbH den Güterverkehr eingestellt, obwohl die Einfahrtweiche 9270 an der Westfaliastraße bisher noch vorhanden ist. Weitere Anschließer in diesem Bereich waren zwar ThyssenKrupp Edelstahl im Osten und die städtische Tochtergesellschaft EDG/DOGA als Hinterlieger im Norden. Beide haben jedoch erklärt, am Gleisanschluss für die gelegentliche Zustellung einzelner Güterwagen nicht festhalten zu wollen.
Im Jahr 2017 kaufte die Essener Thelen-Gruppe das ca. 46 ha große HSP-Areal von TKSE. Gemeinsam mit der Stadt Dortmund entwickelt die Thelen-Gruppe als Investor das ehemalige Werksgelände unter dem Begriff „Smart Rhino“. Urbane Mischstrukturen mit den Schwerpunkten „Wohnen, Leben, Arbeiten“  und Grünflächen sollen hier entstehen. Die Werkbahngleise HHW 6.5.40, 6.5.52, 6.2.34, 6.2.35, 6.4.05, 6.4.11 und 6.4.31 sind seit Oktober 2018 erneut in Betrieb und zum Teil bereits für öffentlichen Personenverkehr umgewidmet, die übrigen Gleisanlagen werden jedoch zugunsten anderer Entwicklungsmöglichkeiten der Flächen zurückgebaut.
Auf dem nördlichen Abschnitt zwischen Hardenberghafen und Halde Ellinghausen findet weiterhin werktäglicher Güterverkehr für das dortige Logistikzentrum statt. Hier wurden die Gleiskapazitäten zuletzt stark erweitert.

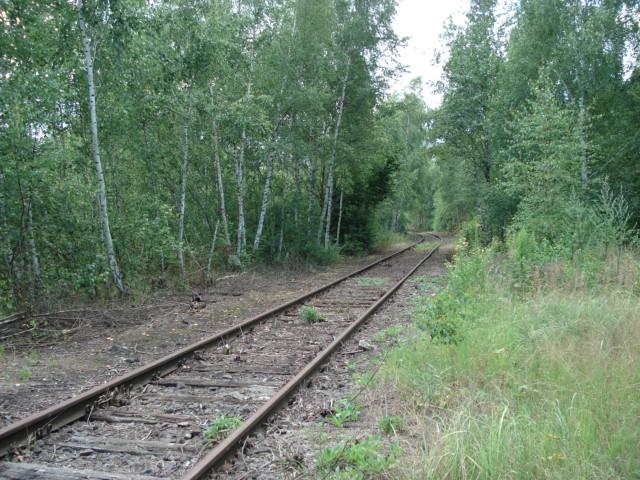
Hansabahn HHW 6141, Huckarde, Blick Richtung ehemalige Kokerei Hansa, nördlich der Lindberghstraße

Der ca. 8 km lange Abschnitt vom ehemaligen Walzenlager von HSP (Emscherschlösschen) über die Huckarder Straße (HHW Stellwerk Union Bezirk 62), Kokerei Hansa, Betriebswerk Mooskamp bis zur Ellinghauser Straße ist eisenbahnrechtlich nach Verordnung über den Bau und Betrieb von Anschlussbahnen (BOA) in NRW gewidmet und wird vom Betriebswerk Mooskamp aus im öffentlichen Personenverkehr, derzeit mit Museumsfahrzeugen von der Verkehrshistorische Arbeitsgemeinschaft der Dortmunder Stadtwerke e.v (ex  Westfälische Almetalbahn e.v.) (EVU) befahren.

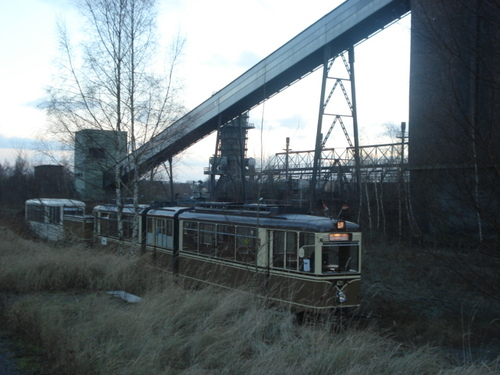
Wagen vom Betriebswerk Mooskamp auf der Trasse HHW 6141 im Jahr 2008

Diese Fahrten starten und enden derzeit im Betriebswerk Mooskamp an der ehemaligen Lokinstandsetzung der Kokerei Hansa am Mooskamp. In Kooperation mit dem Industriedenkmal der ehemaligen Kokerei Hansa finden zu besonderen Anlässen auch Pendelfahrten statt. Für diesen öffentlichen Personenverkehr wurden zahlreiche Brückenbauwerke eisenbahnrechtlich geprüft und wieder zugelassen.

## Zukunftsperspektive 2023 ff. – IGA 2027
Die Stadt Dortmund wird in Kooperation mit der IGA-Durchführungs-gGmbH, einer Tochter des RVR in Essen neben anderen Ruhrgebietsstädten Spielort der „Internationalen Gartenbau-Ausstellung“ (IGA) 2027. Der eintrittspflichtige Dortmunder IGA-Zukunftsgarten „Emscher Nordwärts“ umfasst das Industriedenkmal Kokerei Hansa, den Deusenberg und den Betriebshof Mooskamp. Dieser wird komplett durch die Hansabahntrasse erschlossen und kann im Süden über die HSP-Fläche an der Rheinischen Straße mit den Stadtbahnlinien U43 und U44 aus der Dortmunder Innenstadt verknüpft werden. Hierfür spricht zum einen, dass sämtliche Gleisinfrastrukturen bereits vorhanden sind und zum anderen, dass es mit dem Betriebswerk Mooskamp als Anschließer sogar einen eisenbahnrechtlich zugelassenen Betreiber gibt. Zukünftig könnte daher der bereits museal genutzte Teil der Hansabahntrasse über die „Smart-Rhino“-Entwicklungsfläche (HSP) sogar nach Süden in den Hafen durchgebunden werden, damit Besucherströme den Zukunftsgarten der IGA 2027 und das Industriedenkmal Kokerei Hansa erreichen können. Gemeinsam mit den Eigentümern, der Stadt Dortmund, dem Land NRW und der Industrie-Denkmalstiftung wird an der Umsetzbarkeit dieser Ziele gearbeitet.
Darüber hinaus verfolgen Land NRW, Stadt Dortmund und der Investor Thelen-Gruppe aus Essen Pläne, auf dem Smart-Rhino-Areal des ehemaligen Stahlwerks Union alle Fachbereiche der Fachhochschule Dortmund an einem neuen Campus zusammenzulegen. Nördlich der Kokerei Hansa entsteht zudem der „Energiecampus“, ein spezielles Gewerbegebiet, dass der Forschung und Entwicklung erneuerbarer Energien gewidmet wird. Gemeinsam mit diesen wissenschaftlichen Partnern soll die Trasse der Hansabahn über die IGA 2027 hinaus als Forschungs- und Entwicklungseinrichtung für regenerative, nachhaltige Antriebssysteme von Schienen-Leichtfahrzeugen, der Automation und Steuerungstechnik, sowie der Leit- und Sicherungstechnik beim Schienenverkehr dienen.